# Ансу Фати
Ансумане Фати Виейра (на испански: Anssumane Fati Vieira), по-известен просто като Ансу Фати, е испански професионален футболист, който играе като нападател за Монако.
Той е роден в Гвинея-Бисау, но избира да представлява националния отбор на Испания, след като получава гражданство. Той е смятан за един от най-вълнуващите футболни таланти на Испания и един от най-добрите млади играчи в света.

## Клубна кариера
Започва да играе в детския отбор Ерера, от 2010 до 2012 г. учи в Академията на Севиля. От 2012 г. и в юношеския отбор на Барселона През сезон 2019/20 започва да се включва в тренировките и мачовете на старшия отбор, за който дебютира на 25 август 2019 г. в мача от испанското първенство срещу клуба Реал Бетис. Той става най-младият дебютант на Барселона от 78 години. Той вкарва първия си гол за отбора на 31 август 2019 г. в мача срещу Осасуна. Фати става най-младият голмайстор в историята на „Барселона“ и третият в историята на Ла лига. Вторият гол той отбелязан на 14 септември в шампионатния мач срещу Валенсия, откривайки резултата във 2-рата минута. Ансу Фати в мача с Валенсия също се отличи с асистенция, като стана най-младият играч в историята който успява да отбележи гол и да направи асистенция в един мач. На 10 декември 2019 г., в шестия кръг на груповата фаза на Шампионска лига, той отбелязва победния гол срещу Интер и става най-младият играч, отбелязал гол в този турнир. На 23 септември 2020 г. Фати става официално част от първия отбор. Четири дни по-късно, в първия мач на Барселона от сезон 2020–21 в Ла Лига и първия под ръководството на новия старши треньор Роналд Куман, Фати вкарва гол и изпълнява дузпа при победата с 4–0 над Виляреал. Той отбелязва отново в следващия мач, победа с 3-0 като гост над Селта Виго на 1 октомври. Неговите изпълнения правят така, че да бъде обявен за играч на месеца в Ла Лига за септември 2020 г. На 20 октомври той вкарва гол при победата с 5:1 над Ференцварош в Шампионската лига, за да стане първият играч, отбелязал повече от един гол в състезанието, преди да навърши 18 години. На 24 октомври 2020 г. Фати поставява нов рекорд като най-младият играч, отбелязал голове в Ел Класико. В среща с Реал Мадрид Фати успява да изравни резултата. На 7 ноември 2020 г. в мач срещу испанския Бетис младият нападател получава контузия на менискус и отпадна за една година. През лятото на 2021 г., след напускането на Лионел Меси, клубът избира да даде номер „10“ на Ансу Фати. На 5 август 2021 г. Ансу Фати се завръща към тренировки на терена в Ciutat Esportiva след девет месеца извън игра. На 26 септември, след 323 дни Фати за първи път влиза в състава за мача на каталунския клуб срещу Леванте (3:0). Футболистът влиза на терена под бурни аплодисменти в 80-ата минута и поразява противниковата врата с удар от далечна дистанция в 91-ата минута на срещата, което води до бурни аплодисменти към младока. Ансу Фати е избран за Играч на мача.
На 20 януари 2022 г. той претърпява контузия на подколянното сухожилие при поражението с 3-2 от Атлетик Билбао в Купата на Краля. На 1 май той се завръща след тримесечно отсъствие поради контузия, за да играе в победата с 2-1 срещу Майорка.

## Национален отбор
В края на август 2020 г. Ансу Фати за първи път получава оферта до „червената фурия“ от старши треньора на отбора Луис Енрике за мачовете от Европейската лига на нациите. Прави дебюта на 3 септември в мач срещу Германия в първия кръг, заменяйки Хесус Навас в началото на второто полувреме . Така Фати става най-младият дебютант на националния отбор от 1936 г. насам (на 17 години 308 дни), отстъпвайки по този показател само на Ангел Субиете (17 години 263 дни). Той вкарва първия си гол в първия си международен старт на 6 септември 2020 г., отбелязвайки третия гол за Испания срещу Украйна, за да се превърне в най-младият голмайстор за националния отбор на възраст от 17 години и 311 дни; следователно, счупвайки 95-годишния рекорд на Хуан Ераскин, който прави това на 18 години и 344 дни. Той също така стана най-младият играч, стартирал мач в Лигата на нациите на УЕФА, счупвайки предишния рекорд на уелския играч Итън Ампаду през 2018 г., на възраст 17 години и 357 дни. И двата рекорда са подобрени от неговия съотборник в Барселона Гави на 5 юни 2022 г.

## Стил на игра
Широко смятан от няколко експерти за един от най-талантливите и обещаващи млади играчи в света, стилът на игра на Фати е сравняван с този на бившия играч на Барселона Лионел Меси. Универсален нападател, Фати е способен да играе във всяка атакуваща позиция; той започва кариерата си като нападател, въпреки че по-късно е преместен на позицията ляво крило. Тъй като е умел и с двата крака, въпреки че е десничар, той също е способен да играе на десния фланг, в центъра като фалшива деветка, като втори нападател или номер 11, или в свободна роля като атакуващ полузащитник или номер 10. Профил от 2019 г. на списание FourFourTwo го описва със следните думи: „Висок 5 фута и 10 инча (178 см), Фати може да се похвали с мощна фигура и внася физически подход към играта, който често липсва на технически надарения отбор на Барселона. Въпреки това, въпреки здравата му физика, възпитаникът на Ла Масия притежава изключителни умения за дриблиране, които в комбинация със скоростта му го правят невероятно труден за спиране в ситуации един на един." Това също подчертава неговото око за гол и умения във въздуха, както и неговата визия и способност да контролира играта от халфовата линия. Неговият възприеман егоизъм и вземането на решения вместо това са подчертани като слабости в играта му. Тор-Кристиан Карлсен от ESPN описва Фати като „поколенчески талант“ през 2021 г., като го похвалва за неговата скорост, ускорение, двусмисленост, нисък център на тежестта и технически умения, които го правят труден за изгонване, като също така отбелязва неговата интелигентност, движение, дефанзивна работна скорост и свързваща игра като някои от основните му силни страни.

## Постижения

### Барселона
- Ла Лига (2) – 2022/23, 2024/25
- Купа на краля (1) – 2024/25
- Суперкупа на Испания (1) – 2023

### Испания
- Лига на нациите (1) – 2022/23

## Личен живот
Фати се премества в Ерера, Севиля, със семейството си на шестгодишна възраст, когато по-големият му брат Брайма подписва със Севиля. Другият му брат, Мигел Фати, също е футболист. Неговият по-голям братовчед Eнча Фати е футболист в Португалия.
Баща му Бори Фати е бивш футболист, роден в Гвинея-Бисау. След като емигрира в Португалия, Бори играе за някои отбори от по-долните лиги. След това се премества в Мариналеда, малък град близо до Севиля, който предлага работа на имигранти. След като се бори в Мариналеда, той се среща с кмета Хуан Мануел Санчес Гордило и си намира работа като шофьор. След това се установява в близкия град Ерера, където Ансу прекарва по-голямата част от детството си, и започва да тренира футбол. Въпреки че е роден в Гвинея-Бисау, Бори казва, че е „севилянец“.